# Abovjan
Abovjan (armenski:Աբովյան) je grad u Armeniji, u pokrajini Kotajk.

## Povijest
Abovjan je osnovan 1963. godine, a sve do 1961. maleno selo Elar (koje je danas četvrt Abovjana) je bilo jedino naseljeno mjesto u tom kraju. Selo je preimenovano u sadašnji naziv u čast armenskog književnika Hačatura Abovjana.
Tokom arheoloških istraživanja u okolici današnjeg grada pronađeni su ostaci utvrđenja, grobovi i nekoliko skulptura iz brončanog doba. Nedaleko od grada na brdu se nalazi crkva Svetog Stjepana Orbeliana iz 1851. godine. U Abovjanu živi mala zajednica Kurda.

## Zemljopis
Grad se nalazi u pokrajini Kotajk na 1450 metara nadmorske visine, u središnjem dijelu Armenije, između rijeka Hrazdan, Azat i Getar. Sa sjeverozapada ga okružuju Gegamske planine, na sjeveru su planine Hetis i Gutanasar, Hrazdanska klisura je na zapadu a uzvišenje Nork na jugu. Klima je kontinentalna i dosta suha, s vrelim ljetima i hladnim zimama.

## Gradovi prijatelji
| Grad         | Država    |
| ------------ | --------- |
| Kaliningrad  | Rusija    |
| Villeurbanne | Francuska |

## Vanjske poveznice
- Službene stranice grada